# Cottiusculus
Cottiusculus és un gènere de peixos pertanyent a la família dels còtids.

## Taxonomia
- Cottiusculus gonez (Jordan, 1904)[2]
- Cottiusculus nihonkaiensis (Kai & Nakabo, 2009)[3]
- Cottiusculus schmidti (Jordan & Starks, 1904)[2][4][5][6][7][8]